# Naütxni
Naütxni (en ucraïnès: Научний, tàtar de Crimea: Nauçnıy, rus: Научный) és un assentament de tipus urbà (un possiólok) de la República Autònoma de Crimea a Ucraïna, que el 2019 tenia 666 habitants. Pertany al districte de Bakhtxissarai.